# Enade nationella rörelsen
Enade nationella rörelsen (georgiska: ერთიანი ნაციონალური მოძრაობა; Ertiani natsionaluri modzraoba) är ett borgerligt parti och för närvarande det största oppositionspartiet i Georgien.
ENR bildades i oktober 2001 av Micheil Saakasjvili. Partiet är ett reformparti, och vill knyta Georgien närmare NATO och Europeiska unionen. Dessutom vill partiet förbättra Tbilisis kontroll över utbrytarrepublikerna Abchazien och Sydossetien. Ledarna för partiet kallar sig liberalkonservativa, och i september 2007 blev partiet observatörsmedlem i Europeiska folkpartiet.
Den Enade nationella rörelsen och Enade demokraterna slogs ihop 2004. ENR behöll sitt namn, men dess parlamentariska partigrupp kallas Nationella rörelsen - demokraterna.
I valet 2008 var stödet högst i distrikten Achalkalaki och Ninotsminda, där över 90% av invånarna stödde partiet. Dock hade partiet ett lågt väljarstöd i huvudstaden Tbilisi, där endast kring 50% av invånarna lade sin röst på partiet. Men trots det vann partiet en stor seger i parlamentsvalet. I parlamentsvalet därefter, år 2012, förlorade Enade nationella rörelsen valet med 20 mandats marginal.